# Сян Цзинъюй
Сян Цзинъюй (кит. упр. 向警予, пиньинь Xiàng Jǐngyǔ; 4 сентября 1895 — 1 мая 1928) — одна из первых женщин-членов Коммунистической партии Китая, лидер женского движения Китая.

## Ранние годы
Сян Цзинъюй (имя, данное при рождении — Сян Цзюньсянь (кит. упр. 向俊贤); детское имя — Цзюцзю (кит. 九九) — родилась в Сюпу, провинция Хунань, по национальности туцзя. Была девятым ребёнком в семье успешного торговца. Старший из её десяти братьев и сестер, Сян Сяньюэ, был лидером революционной организации Тунмэнхуэй в Западной Хунань и организовал начальную школу нового образца в Вэньчангэ, которую благодаря его влиянию и смогла посещать Сян Цзюньсянь. С 1911 по 1915 годы училась в городе Чанша, сначала в педагогическом училище № 1, затем, после увольнения прогрессивно настроенного директора, последовала за ним в частную школу для девочек Чжоунань, которая под его руководством станет одним из центров студенческого активизма и женского движения. Здесь, через одноклассницу Цай Чан (сестру Цай Хэсэня), Сян познакомилась с Мао Цзэдуном и Цай Хэсэнем.
После окончания школы вернулась в родной город. Считая, что образование может стать ключом к спасению Китая, она, при поддержке местных прогрессивных деятелей, организовала в Сюпу начальную школу старшей ступени для девочек, которая была открыта в 1916 году. Сян Цзинъюй пробыла на посту директрисы два года.
Летом 1919 года она прибыла в Чанша, где стала активно участвовать в деятельности, вдохновленной движением 4 мая, в ноябре 1919 года вступила в организованное Мао Цзэдуном и Цай Хэсэнем общество «Обновление народа» (кит. 新民学会). 25 декабря 1919 года в составе группы из более 30 человек (включая Цай Хэсэня, его мать и сестру) отплыла из Шанхая во Францию, чтобы одновременно работать и учиться. В 1920 году вышла замуж (неофициально) за Цай Хэсэня. Во Франции они жили в Монтаржи, откуда оба вели переписку с Мао Цзэдуном. Здесь Сян Цзинъюй познакомилась с работами Маркса, все более увлекаясь идеями коммунизма, большевизма и классовой борьбы. В мае 1920 опубликовала в студенческом китайском журнале «Молодой Китай» статью, в которой главной проблемой в решении женского вопроса объявляла отсутствие у большинства из них женского самосознания, а также призывала к созданию женских организаций. В статье от августа 1920 года она отстаивала необходимость русской модели для Китая, видя в большевизме средство для создания эффективной организации, способной поднять массы.

## Партийная работа
В октябре 1921 года многие китайские студенты были исключены за организацию митингов и депортированы из Франции, в ноябре Сян Цзинъюй вернулась в Китай. В начале 1922 года она вступила в Коммунистическую партию Китая, став одной из первых женщин-членов партии, в июле того же года принимала участие во II всекитайском съезде КПК в Шанхае, где вступила в должность главы женского отдела ЦК КПК. Вплоть до самой смерти она будет работать для мобилизации и систематической организации женщин, особенно женщин-трудящихся. Сян приложила много усилий для политического просвещения женщин, особенно текстильщиц. Она утверждала, что женское движение должно объединиться с китайской революцией и что женщины из рабочего класса являются авангардом освобождения всех женщин. В 1923 году играла руководящую роль в забастовках работниц Шанхайских шелковых и табачных фабрик. В том же году, после создания единого фронта с Гоминьданом, вступила в Гоминьдан и была направлена в его штаб-квартиру в Шанхае. Вместе с Ван Бихуа, активисткой движения за права женщин и председательницей чжэцзянской Федерации женских кружков (全浙女界联合会), работала над созданием Союза женщин Китая (кит. 中国妇女协会), который был образован 1 мая 1925 года и в дальнейшем вырос до трехсот тысяч членов. В 1925 году, из-за романа с Пэн Шучжи, она была раскритикована однопартийцами за аморальное поведение и была вынуждена сложить с себя полномочия в ЦК и в качестве главы женского отдела.
В октябре 1925 года была направлена ЦК партии на учёбу в Москву в Коммунистический университет трудящихся Востока. Здесь она окончательно порвала отношения с Цай Хэсэнем. В марте 1927 вернулась в Китай. После Шанхайской резни 12 апреля уехала в Ухань, где присутствовала на V съезде КПК и участвовала в президиуме собрания, после чего осталась работать в отделе агитации и пропаганды Уханьской федерации профсоюзов. 15 июля националистическое правительство Уханя изгнало коммунистов, однако Сян Цзинъюй отказалась уезжать, продолжая работу в областном комитете партии, а также занимаясь подпольной деятельностью по организации женщин-работниц. Она взяла на себя обязанности главного редактора партийной газеты хубэйского обкома «Дацзян бао», а также редактора партийного издания «Чанцзян», руководила подпольной работой партии в Ухане, призывая народные массы до последнего бороться с Гоминьданом.

## Смерть
20 марта 1928 года Сян Цзинъюй была арестована во французской концессии Сандели в Ухане из-за предательства членов её группы полиции. В апреле французские официальные лица передали её националистическому правительству. Первого мая того же года Сян Цзинъюй была казнена. После казни она стала самой известной революционной мученицей китайской коммунистической революции.

## Публикации
Сян Цзинъюй составляла руководящие документы для женского отдела ЦК КПК, такие как «Резолюция о женском движении», а также опубликовала множество статей о движении за освобождение женщин, которые подготовили большое количество женских кадров и внесли огромный вклад в историю феминистского движения Китая, такие как «Женское движение Китая сегодня», «Новая эра пропаганды женского движения», «Основа женского движения», «Комментарий к движению за права женщин Ван Бихуа», «На что в будущем стоит обратить внимание шанхайскому женскому движению» и др.